# Ḁ
Cette page contient des caractères spéciaux ou non latins. S’ils s’affichent mal (▯, ?, etc.), consultez la page d’aide Unicode.
Ḁ (minuscule : ḁ), appelé A rond souscrit, est un graphème utilisé dans l’écriture du purisimeño dans certaines translittération du pachto. Il s’agit de la lettre A diacritée d’un rond souscrit.

## Utilisation
Dans l’alphabet phonétique international le symbole [ḁ] représente la voyelle ouverte antérieure non arrondie dévoisée.
Dans l’orthographie du purisimeño, le ḁ est utilisé pour représenter une voyelle dévoisée suivant la notation phonétique américaniste recommendée par WIELD (Western Institute for Endangered Language Documentation).

## Représentations informatiques
Le A rond souscrit peut être représenté avec les caractères Unicode suivants :
- précomposé (Latin étendu additionnel)

| formes    | représentations | chaînes de caractères | points de code | descriptions                            |
| --------- | --------------- | --------------------- | -------------- | --------------------------------------- |
| majuscule | Ḁ               | Ḁ                     | U+1E00         | lettre majuscule latine a rond souscrit |
| minuscule | ḁ               | ḁ                     | U+1E01         | lettre minuscule latine a rond souscrit |

- décomposé (latin de base, diacritiques)

| formes    | représentations | chaînes de caractères | points de code | descriptions                                        |
| --------- | --------------- | --------------------- | -------------- | --------------------------------------------------- |
| majuscule | Ḁ               | A◌̥                    | U+0041 U+0325  | lettre majuscule latine a diacritique rond souscrit |
| minuscule | ḁ               | a◌̥                    | U+0061 U+0325  | lettre minuscule latine a diacritique rond souscrit |